# 25e division d'infanterie aéroportée
La 25e division d'infanterie aéroportée (25e DIAP) est une grande unité parachutiste de l'Armée de terre française. Créée en 1951, elle devient en 1956 la 25e division parachutiste.

## Historique

### Formation
Reprenant le numéro de la 25e division aéroportée de 1945, la 25e DIAP est formée le 1er mars 1951 à partir du groupement aéroporté no 3 de Bayonne. La division est alors une unité d'infanterie dont certains éléments ont une vocation parachutiste.

### Opérations
En 1952 puis à l'été 1954, des éléments de la division sont envoyés maintenir l'ordre colonial dans le protectorat français de Tunisie.
Mis en alerte dès l'avant-veille de la Toussaint rouge, les éléments « Blizzard » (intervention rapide) de la division rejoignent en novembre 1954 l'Algérie : deux puis trois bataillons du 18e régiment d'infanterie parachutiste de choc (18e RIPC), deux batteries du 35e régiment d'artillerie légère parachutiste (35e RALP), un escadron du 1er régiment de hussards parachutistes (1er RHP), une compagnie du 17e bataillon du génie aéroporté. Ces éléments opèrent dans l'Aurès, puis autour d'Oran et de Mostaganem à partir de février 1955.
Dès septembre 1955, les éléments Blizzard sont de retour en métropole, sauf le IVe bataillon et un bataillon du marche du 18e RIPC. Fin 1955, un groupe de marche du 35e RALP est en Tunisie. Le 19e bataillon de tirailleurs algériens de la 14e demi-brigade d'infanterie opère au Maroc.
Enfin, un groupe d'escadrons de marche du 1er RHP part en mars 1956 pour le Maroc.
La division est dissoute le 31 mai 1956 et forme le lendemain la 25e division parachutiste, qui regroupe les éléments d'Algérie et les éléments stationnés dans le Sud-Ouest.

## Composition
- 14e régiment d'infanterie parachutiste de choc[1], Toulouse[réf. souhaitée]
  - Renommé 14e demi-brigade d'infanterie en 1953
- 18e régiment d'infanterie parachutiste de choc[1], Pau[réf. souhaitée]
- 24e régiment d'infanterie coloniale[1], Albi[réf. souhaitée]
- 1er régiment de hussards parachutistes, Auch[2]
- 35e régiment d'artillerie légère parachutiste, Tarbes[2]
- 17e bataillon du génie aéroporté[1],[2]
- 341e compagnie de transmissions, Bayonne[2]
- Groupe de transport 513, Tarbes puis Auch[2]
- 75e compagnie de quartier général, Bayonne[2]
- 75e compagnie de réparation du matériel, Bayonne[2]

La division est dissoute le 31 mai 1956 et forme le lendemain la 25e division parachutiste